# Sucha Psina
Sucha Psina (deutsch Zauchwitz, 1936–1945 Dreimühlen, tschechisch Rakov) ist eine Ortschaft in Oberschlesien. Der Ort liegt in der Gmina Baborów im Powiat Głubczycki in der Woiwodschaft Oppeln in Polen.

## Geographie

### Geographische Lage
Das Angerdorf Sucha Psina liegt sieben Kilometer südwestlich des Gemeindesitzes Baborów, 13 Kilometer südöstlich der Kreisstadt Głubczyce (Leobschütz) sowie 75 Kilometer südlich der Woiwodschaftshauptstadt Opole (Oppeln). Der Ort liegt in der Nizina Śląska (Schlesische Tiefebene) innerhalb der Płaskowyż Głubczycki (Leobschützer Lößhügelland). Das Dorf liegt an der Złotnik. Durch den Ort verläuft die Woiwodschaftsstraße Droga wojewódzka 416.

### Nachbarorte
Nachbarorte von Sucha Psina sind im Nordwesten Boguchwałów (Hohndorf), im Osten Czerwonków (Tschirmkau), im Süden Nowa Cerekwia (Deutsch Neukirch) und im Westen Wojnowice (Wanowitz).

## Geschichte

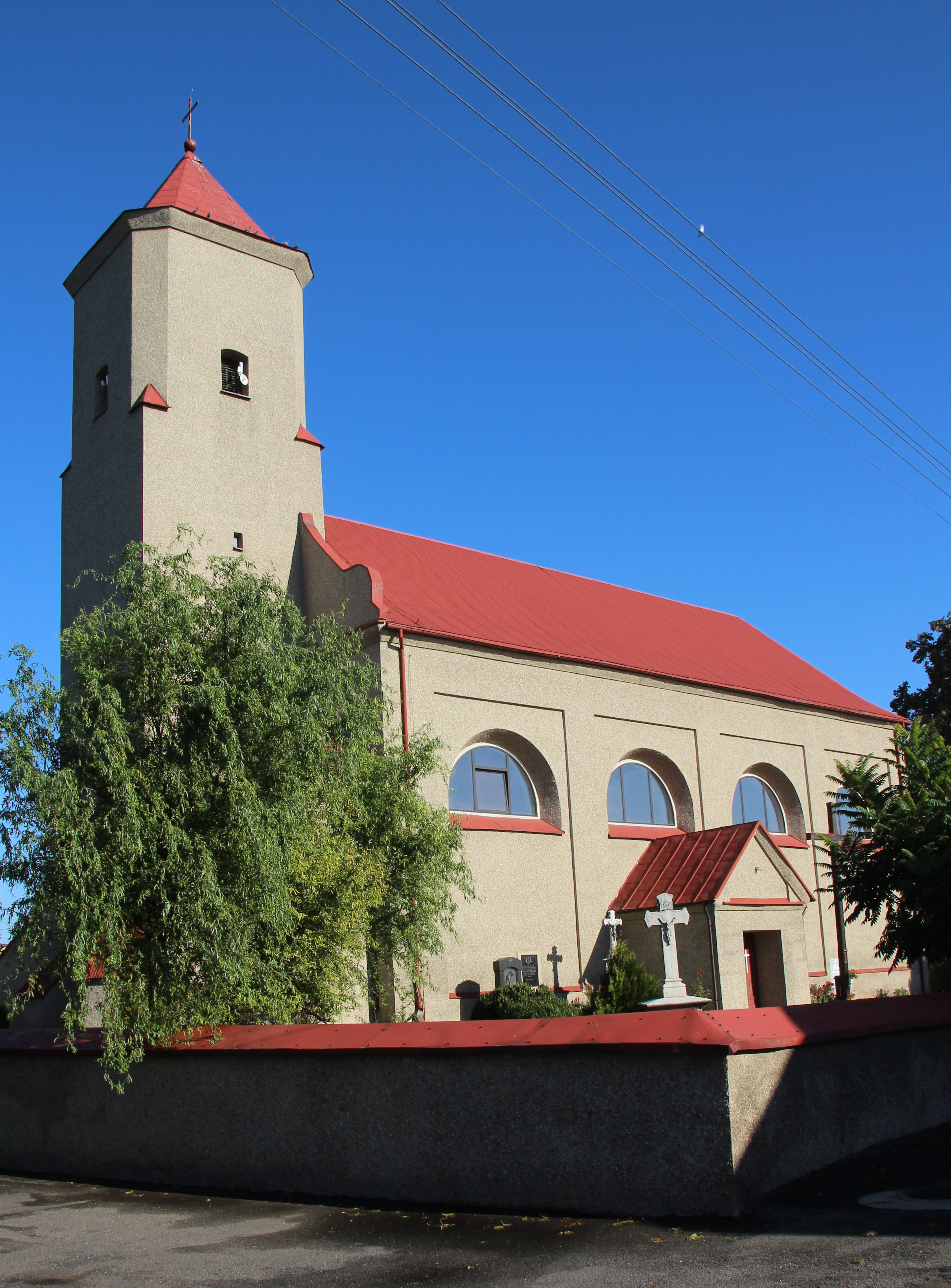
Kirche St. Jodok

Der Ort wurde 1337 erstmals als Suchapsina . 1358 wurde der Ort als Suchinczyn, 1377 als Suchoczin, 1423 als Czawchenczin sowie 1467 als Czawecheczen erwähnt. Der Ortsname leitet sich vom polnischen Begriff Suchy (dt. trocken) und der altslavischen Begriff psina (dt. Flüsschen) ab.
Nach dem Ersten Schlesischen Krieg 1742 fiel Zauchwitz mit dem größten Teil Schlesiens an Preußen.
Nach der Neuorganisation der Provinz Schlesien gehörte die Landgemeinde Zauchwitz ab 1816 zum Landkreis Leobschütz im Regierungsbezirk Oppeln. 1845 bestanden im Dorf eine katholische Pfarrkirche, eine katholische Schule, zwei Windmühlen und 159 Häuser. Im gleichen Jahr lebten in Zauchwitz 952 Menschen, davon vier evangelisch. 1848 wurde Zauchwitz durch ein Feuer zerstört. 1874 wurde der Amtsbezirk Knispel gegründet, welcher die Landgemeinden Knispel, Tschirmkau und Zauchwitz umfasste.
Bei der Volksabstimmung in Oberschlesien am 20. März 1921 stimmten in Zauchwitz 843 Personen für einen Verbleib bei Deutschland und 1 für Polen. Zauchwitz verblieb wie der gesamte Stimmkreis Leobschütz beim Deutschen Reich. 1933 zählte der Ort 812 Einwohner. Am 28. Juli 1936 wurde der Ort in Dreimühlen umbenannt. 1939 zählte Dreimühlen 759 Einwohner. Bis 1945 gehörte der Ort zum Landkreis Leobschütz.
1945 kam der bisher deutsche Ort unter polnische Verwaltung, wurde in Sucha Psina umbenannt und der Woiwodschaft Schlesien angeschlossen. 1950 wurde Sucha Psina der Woiwodschaft Oppeln zugeteilt. 1999 wurde es Teil des wiedergegründeten Powiat Głubczycki.

## Sehenswürdigkeiten
- Die römisch-katholische Kirche St. Jodok (poln. Kościół św. Jodoka) wurde zwischen 1690 und 1714 errichtet. 1848 zerstörte ein Feuer den Kirchenbau. Im März 1945 wurde die Kirche durch Bombentreffer zerstört und später wieder aufgebaut.[8] Der Kirchenbau steht seit 1959 unter Denkmalschutz.[9]
- Steinernes Wegekreuz

## Vereine
- Freiwillige Feuerwehr OSP Sucha Psina
- Fußballverein KS Żądło Sucha Psina